# Upplands runinskrifter 1103
Upplands runinskrifter 1103 är en försvunnen vikingatida runristning på ett jordfast stenblock i Svista, Bälinge socken och Uppsala kommun.

## Inskriften
Translitterering av runraden:
[biarnulfr · lit · gera merki · at · þorot ·]
Normalisering till runsvenska:
Biarnulfʀ let gærva mærki at Þrond(?).
Översättning till nusvenska:
Björnulv lät göra minnesmärket efter Trond(?).